# Harry Sundberg

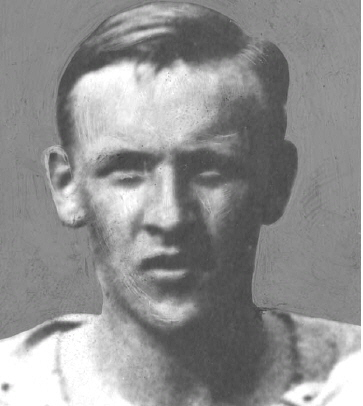
Harry Sundberg

Harry Fritz Klas Sundberg (* 9. Januar 1898 in Stockholm; † 16. Mai 1945 ebenda) war ein schwedischer Eishockey- und Fußballspieler.

## Laufbahn
Sundberg trat sowohl im Eishockey als auch im Fußball für Djurgårdens IF an. Mit der Fußballmannschaft gewann er 1920 den Meistertitel durch einen 1:0-Erfolg im Finalspiel über IK Sleipner, wobei er per Elfmeter den entscheidenden Treffer in der 30. Spielminute erzielte. 
Zwischen 1922 und 1924 bestritt Sundberg 13 Länderspiele für die Fußballnationalmannschaft Schwedens und erzielte dabei ein Tor. Größter Erfolg war der Gewinn der Bronzemedaille bei den Olympischen Sommerspielen 1924.